# Besser als Nix
Besser als Nix ist eine deutsche Tragikomödie aus dem Jahr 2014. Der Film ist eine Romanverfilmung des Romans Besser als Nix von Nina Pourlak, welcher 2009 veröffentlicht wurde.

## Handlung
Der 17-jährige Tom Rasmus lebt in Grieben, einem an der Elbe gelegenen Dorf in der Altmark, und ist Mitglied des Fußballklubs Sportverein Grieben 47 e.V., der für ein bevorstehendes Spiel mit dem befreundeten Verein in Lüderitz trainiert. Trainer des Vereins ist sein arbeitsloser Vater, der dem Alkohol verfallen ist, seit die Mutter, Sofia Rasmus, sich vor drei Jahren das Leben nahm. 
Als Tom bei einer Berufsberatung in der Agentur für Arbeit einen Fragebogen ausfüllt, verliebt er sich in die Referendarin Sarah Gerster, die die Fragebögen verteilt. Bei der Auswertung bekommt er das Angebot, bei dem Bestattungsinstitut „Heimat“ eine Ausbildung zur Bestattungsfachkraft zu absolvieren. Er besucht seine Oma Wally in deren Seniorenheim, die ihn ermutigt, sich tatsächlich darum zu bewerben. 
Dort angekommen, trifft er zuerst die aus der Ukraine stammende Mitarbeiterin Olga Petrowa, die ihm sogleich erzählt, dass sie an AIDS erkrankt ist, doch möge er sich deswegen keine Sorgen machen.
Tom versucht, für das Bestattungsinstitut den Führerschein zu erwerben, was ihm – nach einigen Schwierigkeiten – mithilfe seines besten Freundes Mike auch gelingt. Tom besteht auch die zweiwöchige Probezeit, wohingegen Mike, der bei einer Autowerkstatt arbeitet, in der Probezeit entlassen wird und aus Verzweiflung mit seinem Auto gegen einen Baum fährt. Tom wird unmittelbar darauf zum Unfallort gerufen und bricht über seinem toten Freund zusammen. Dies ist bereits die zweite Leiche, die er bestatten muss. Er hält die Trauerrede für seinen besten Freund. 
Am Ende verlässt die – noch sehr rüstige – Oma Wally das Seniorenheim und zieht zu Tom und seinem Vater. Beide sprechen nun auch offen über den Suizid von Toms Mutter und beginnen, ihn zu verarbeiten. Es deutet sich auch eine Beziehung Toms mit der Referendarin Sarah an, mit der er zuvor bereits geschlafen hat. Außerdem scheint Olga Petrowa Gefallen an Toms Vater zu finden.

## Drehorte

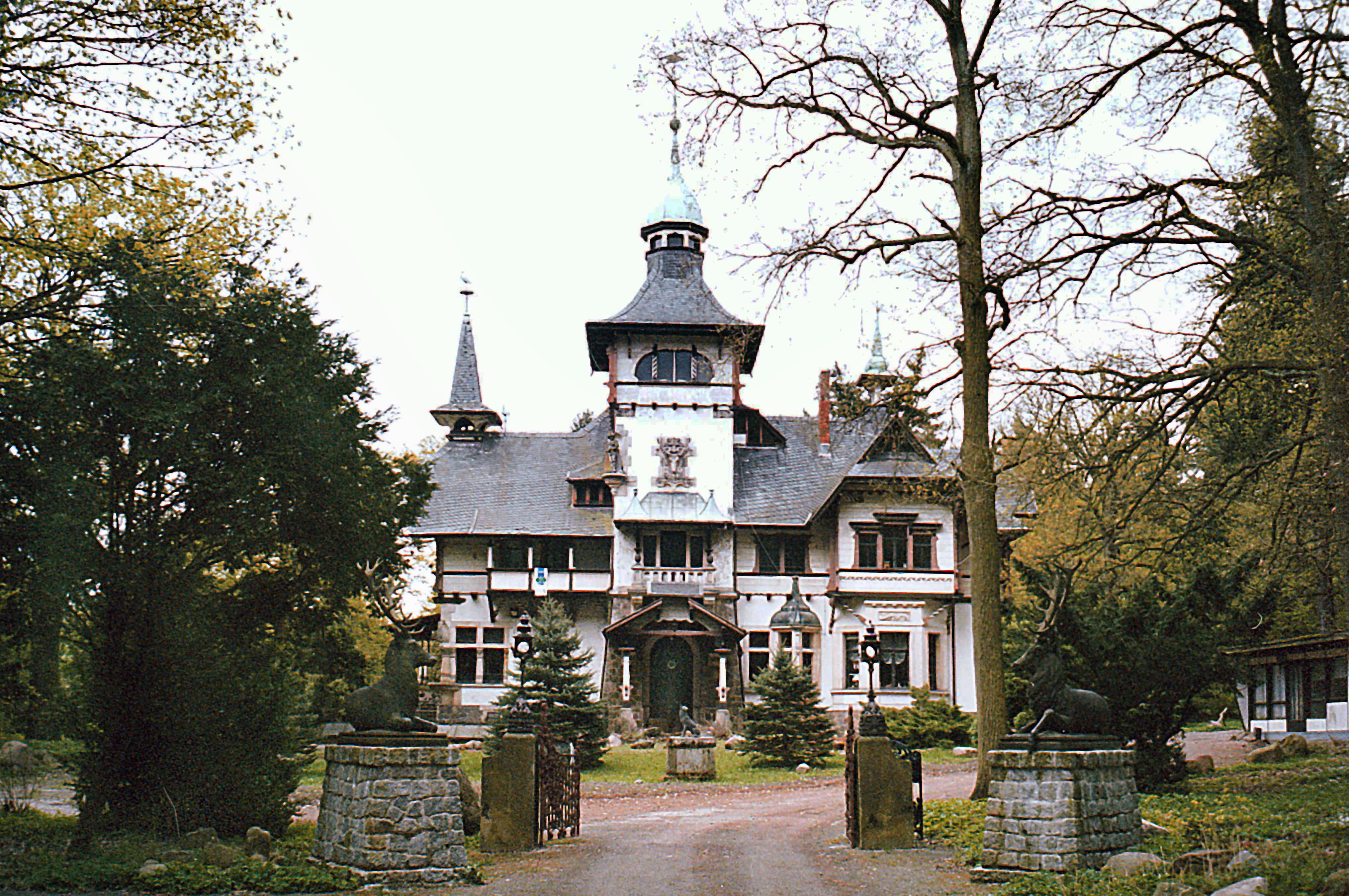
Rogätz, Jagdschloss Heinrichshorst

Drehorte des Films waren die Orte Grieben (Sportplatz des SV Grieben 47), Burg (Berufsbildende Schule Conrad Tack), Mahlpfuhl (Kirchengemeinde und Friedhof) und Rogätz (Jagdschloss Heinrichshorst), wo das Bestattungsinstitut „Heimat“ angesiedelt wurde. Weitere Dreharbeiten erfolgten in der Umgebung von Tangermünde und Arneburg.

## Rezeption

### Kritik
Die Redaktion der Zeitschrift Cinema vergab vier von fünf Sternen und urteilte, der Film sei „vor allem ein Film über die Hoffnungen und Sehnsüchte von Jugendlichen, deren Lebensgefühl die Regisseurin so treffsicher wie facettenreich einfängt. Mit großer Unbefangenheit verbindet sie schwarzen Humor und bittersüße Melancholie, surreale Situationen und wahrhaftige Gefühle. Und entlässt den Zuschauer mit dem Gefühl, dass im Leben auch das scheinbar Unmögliche wahr werden kann. Man muss sich nur darauf einlassen.“
Michael Meyns urteilte in seiner Rezension für Filmstarts.de, dass Besser als nix mit François Goeske „nicht nur einen starken Hauptdarsteller, sondern viele gelungene Momente“ habe und die Produktion inhaltlich an US-Serien wie Six Feet Under erinnere. Die Inszenierung zeichne sich jedoch durch „merkwürdige tonale Fehlgriffe“ aus, wobei „die vielen Themen von Tod über das Leben in der ländlichen Provinz, Freundschaft und erste Liebe zu selten wirklich gelungen verbunden“ wirkten.
Andreas Kilb von der Frankfurter Allgemeinen Zeitung nannte die Tragikomödie einen „handwerklich sauber inszenierten Jugendfilm“, der jedoch „am entscheidenden Punkt vollkommen versagt: bei der Ausbalancierung von Humor und Tragik, die diese Geschichte verlangt“. Besser als nix sei „auf eine Weise komisch, die nicht mehr lustig ist“.
Kino.de bezeichnete den Spielfilm als „thematisch couragierte, aber etwas sprunghaft wirkende Verfilmung“ und schrieb: „Auch wenn diese Melange aus melancholisch, tragisch und komisch keine harmonische Balance findet, sind die besten Absichten der Filmemacher und Schauspieler erkennbar.“
Knut Elstermann vom Sender Radio Eins fand es „traurig mitanzusehen, wie Regisseurin Ute Wieland das starke Potential der Geschichte, die jugendliche Begegnung mit dem Sterben, in angestrengte Skurrilität verschludert, wie geschmacklich unsicher und lieblos der auseinanderfallende, unglaubwürdige Film gemacht ist, wie er sich in reißerische Oberflächlichkeit verliert“.
Frauke Gust von Radio Berlin 88,8 lobte vornehmlich Goeskes Spiel und schrieb: „Die Landschaften in Spätsommer-Sonne und Herbstnebel getaucht geben dem Film etwas sensibel Melancholisches, das sehr gut zum Thema passt. Besser als nix ist ein Film für alle, die wissen: der Tod gehört zum Leben.“